# EasyJet
easyJet ist eine britische Fluggesellschaft und Teil der easyGroup. Neben der in Luton bei London ansässigen easyJet Airline Company existieren die Tochtergesellschaften easyJet Switzerland mit Sitz im schweizerischen Meyrin und die easyJet Europe mit Sitz in Wien. easyJet ist die zweitgrößte europäische Billigfluggesellschaft nach der irischen Ryanair.
Das Unternehmen ist an der Londoner Börse gelistet und Teil des FTSE 250 Index.

## Geschichte

### 1990er Jahre – Gründung
Gegründet wurde easyJet am 18. Oktober 1995 von Stelios Haji-Ioannou, dessen Vater die griechische Schiffsreederei Stelios besitzt. Um die Fluggesellschaft zu gründen, lieh sich Haji-Ioannou fünf Millionen Pfund von seiner Familie. Die ersten beiden Flugzeuge mit easyJet-Logo waren zwei von British Airways geleaste Boeing 737-200, die auf den Routen von London Luton nach Glasgow und Edinburgh verkehrten. In Luton befindet sich bis heute der Firmensitz von easyJet.
easyJet-Gründer Stelios Haji-Ioannou wurde 1999 im Rahmen der Londoner of the Year Awards von London Electricity zum „Londoner Unternehmer des Jahres“ ernannt. Im selben Jahr wählten die Leser des Business Traveller Magazins easyJet zur „Besten Low-Cost-Airline“. Im Dezember 1999 beschrieb das Magazin Marketing die Gründung von easyJet als „eines der 100 großen Marketingereignisse des 20. Jahrhunderts“.
Im Herbst 1999 erreichte der Online-Verkauf von easyJet die Schwelle von einer Million verkauften Flügen. Ein Jahr später, im Oktober 2000, ging easyJet an die Londoner Börse. Es begann die Präsenz von easyJet am Flughafen London-Stansted, bis zu diesem Zeitpunkt war London-Luton die zentrale Basis im Großraum London.

### 2000er Jahre

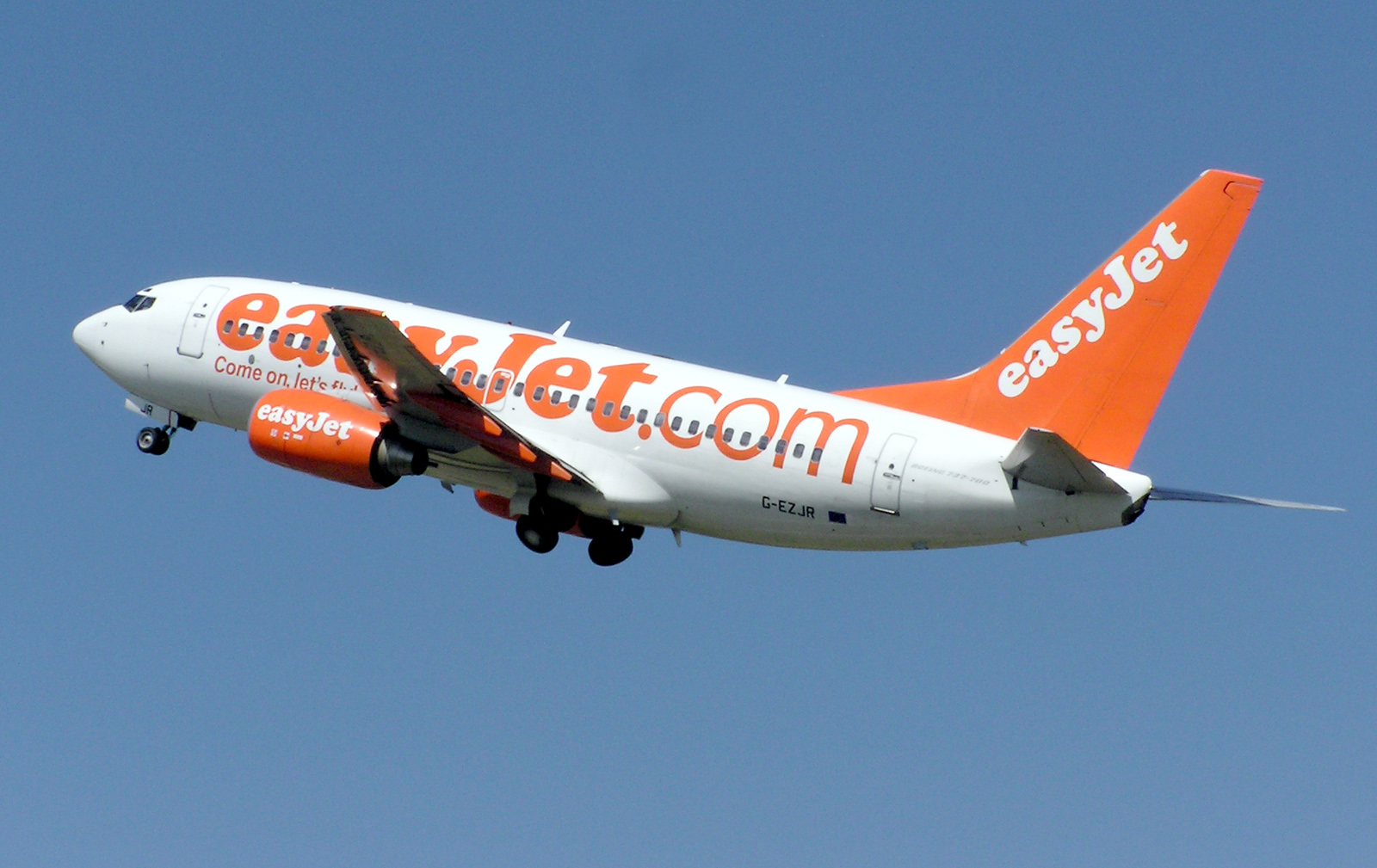
Boeing 737-700 der easyJet

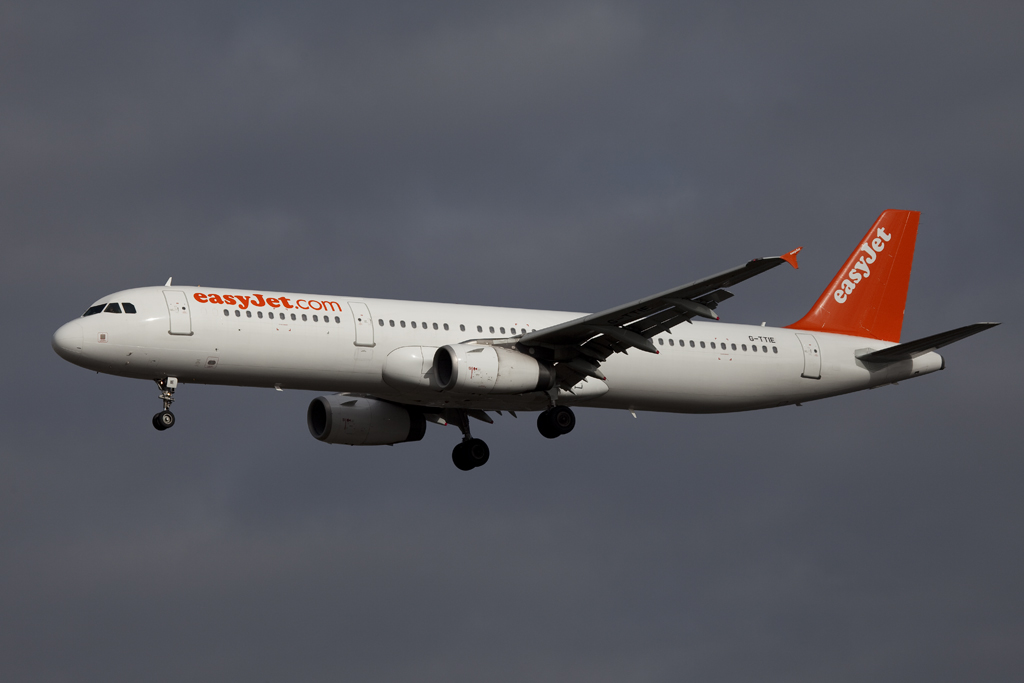
Airbus A321-200 der easyJet

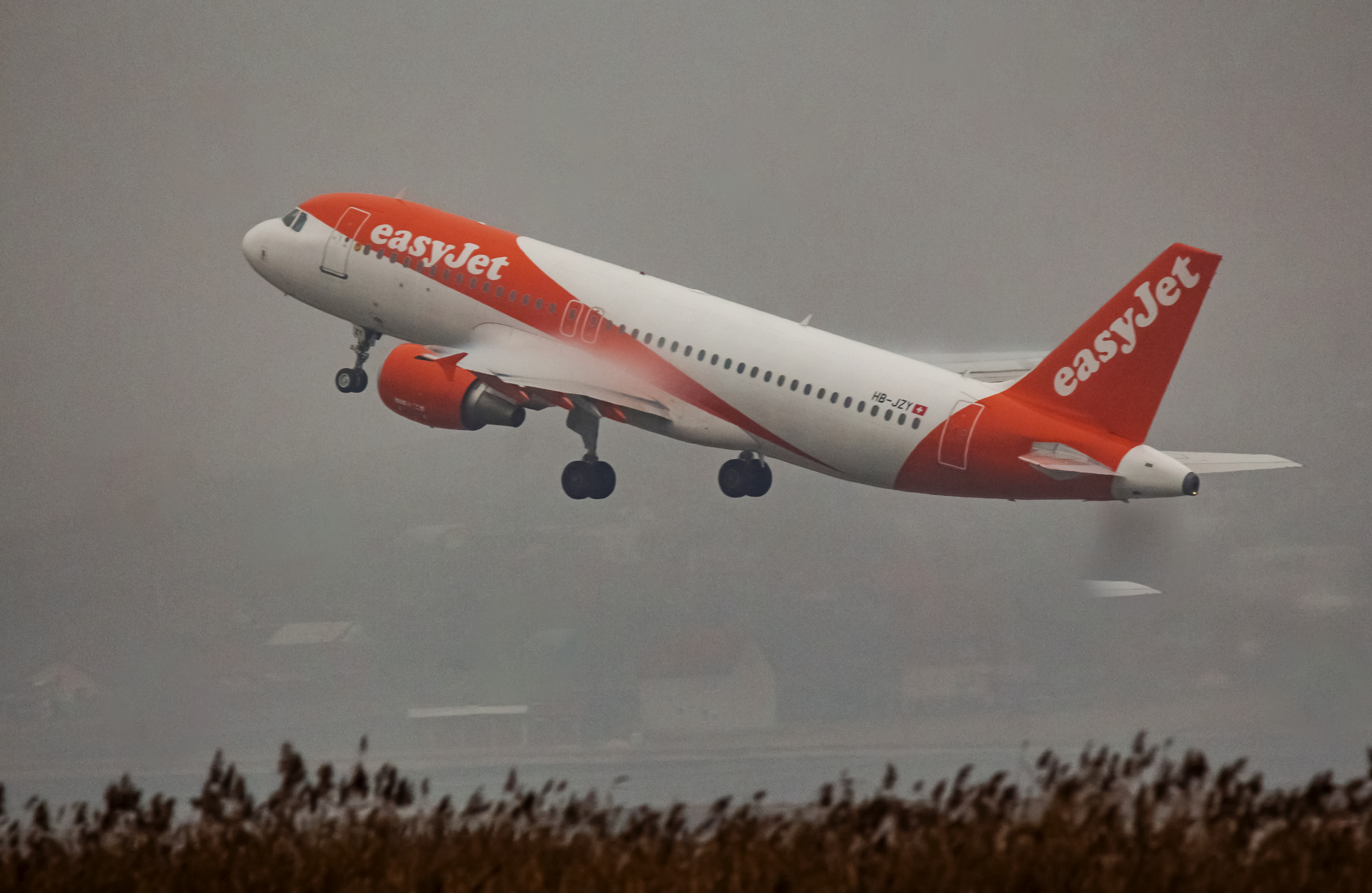
Airbus A320-200 der easyJet

Im Sommer 2002, als easyJet eine Flotte aus 30 Boeing 737 für die Bedienung von 40 Strecken besaß, übernahm die Fluggesellschaft den ehemaligen British-Airways-Billigflugableger Go Fly, der zur Zeit der Übernahme 27 Boeing 737-300 betrieb und damit 38 Routen unterhielt. Die Marke Go Fly wurde nach der Übernahme komplett aufgegeben und vollständig in die easyJet integriert.
Bis September 2003 flog easyJet ausschließlich mit dem Flugzeugtyp Boeing 737, den auch viele andere Billigfluggesellschaften einsetzten. Im Oktober 2002 kündigte das Unternehmen an, von nun an Airbus den Vorzug zu geben und 120 Exemplare des Airbus A319-100 zu bestellen, von denen im Herbst 2003 die ersten ausgeliefert wurden. Die Wahl fiel auf diesen Flugzeugtyp, da ein Airbus der 320-Familie unter anderem einen breiteren Mittelgang als eine Boeing 737 hat und damit einen möglicherweise schnelleren Ein- und Ausstieg ermöglicht. Bei den A319 für easyJet wurde die Anzahl der Notausgänge über den Tragflächen von zwei auf vier erhöht, um trotz der engen Bestuhlung das Flugzeug innerhalb der gesetzlich vorgeschriebenen 90 Sekunden evakuieren zu können.
Im April 2004 trat easyJet erstmals in den deutschen Markt ein, zunächst wurden 23 Routen ab den Flughäfen Schönefeld, Köln und Dortmund angeboten.
Am 28. Mai 2004 wurde erstmals am Flughafen Nottingham East Midlands das Check-In eines ganzen Fluges über die neuen und damals bahnbrechenden Selbst-Check-In-Automaten abgewickelt. Als weiterer Meilenstein in der Firmengeschichte von easyJet gilt der 18. Mai 2005, da an diesem Tag der 100-millionste Fluggast begrüßt wurde.
easyJet war 2007 Europas viertgrößte Fluggesellschaft und im Hinblick auf die Anzahl der beförderten Passagiere nach der US-amerikanischen Southwest Airlines und der irischen Ryanair die drittgrößte Billigfluggesellschaft der Welt. Im Jahr 2006 transportierte easyJet insgesamt 33,6 Millionen Passagiere.
Am 25. Oktober 2007 gab easyJet den Kauf der britischen Fluggesellschaft GB Airways für 103,5 Millionen Pfund von der britischen Bland Group bekannt. Durch diesen Erwerb wurde die Flotte um 15 Flugzeuge (9 Airbus A320-200 und 6 Airbus A321-200) erweitert. Die Fluggesellschaft wurde jedoch erst am 30. März 2008 in das Unternehmen integriert, da bis zu diesem Datum ein Franchise-Abkommen mit British Airways existierte. Durch den Kauf versprach sich easyJet eine weitere Expansion auf dem Flughafen London-Gatwick, auf dem sie nach dem Kauf 24 % aller Slots am Flughafen besaß. Die Start- und Landerechte auf dem Flughafen London-Heathrow waren in der Übernahme nicht inbegriffen.

### 2010er Jahre
Gründer Stelios Haji-Ioannou trat im Mai 2010 mit sofortiger Wirkung aus dem Vorstand von easyJet zurück. Als Grund gab er an, dass er mit der Expansionsstrategie des Unternehmens nicht einverstanden sei und sich ganz auf die Aktionärsrolle konzentrieren wolle.
Im Mai 2011 erhielt easyJet ihr 200. Flugzeug von Airbus. Dieser A320-200 erhielt deshalb eine Sonderbemalung vollständig in Orange.
Am 23. April 2012 wurde ein Airbus A319 der Fluggesellschaft am Flughafen Berlin-Schönefeld, dem heutigen Terminal 5 des Flughafens Berlin Brandenburg, auf den Namen des früheren Bundeskanzlers Willy Brandt getauft.
Im Juni 2012 gab easyJet die Schließung ihrer Basis in Madrid infolge hoher Gebühren und der Marktsättigung bekannt.

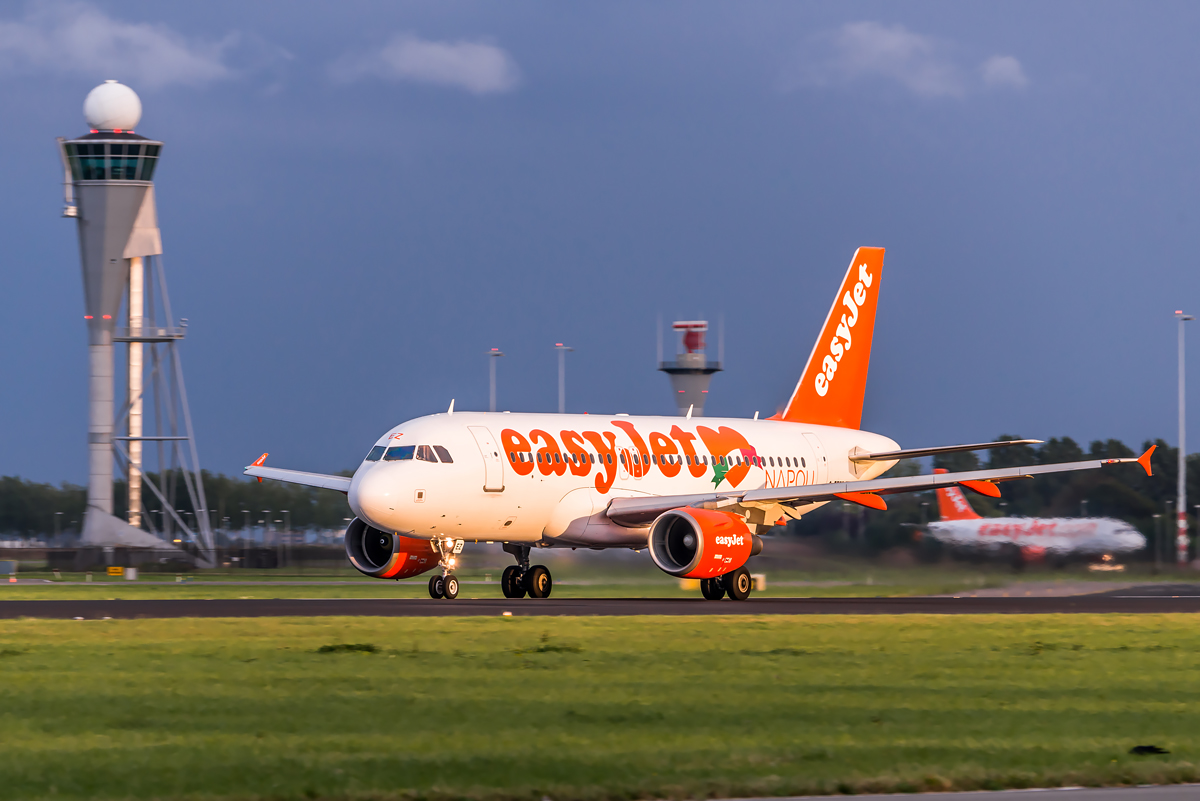
easyJet A319 auf der Startbahn des Flughafens Amsterdam-Schiphol

Im Februar 2015 stellte easyJet nach 16 Jahren eine neue Bemalung vor. Die Flugzeuge haben nun einen orangen Streifen auf dem Rumpf. Die Lackierung strahlt nach eigenen Angaben „Moderne Simplizität“ aus.
Am 28. Oktober 2017 wurde bekannt, dass easyJet von der insolventen Air Berlin für 40 Mio. Euro Teile des Air-Berlin-Geschäfts (25 geleaste Airbus A320 sowie Start- und Landerechte am Flughafen Berlin-Tegel) übernehmen wird.

### Brexit
Aufgrund des Austritts des Vereinigten Königreichs aus der Europäischen Union und der von easyJet gesehenen Gefahr, deshalb Flugverkehrsrechte zu verlieren, hat die Airline in Österreich ein europäisches Luftverkehrsbetreiberzeugnis beantragt. Dadurch werde sichergestellt, dass easyJet auch nach dem EU-Austritt „Flüge in ganz Europa und auch innerhalb von EU-Staaten“ anbieten kann, wie die Fluggesellschaft am 14. Juli 2017 mitteilte.
Weiterhin wird eine neue Unternehmensstruktur anvisiert. easyJet will zu einer paneuropäischen Airlinegruppe mit drei Fluggesellschaften in Österreich, der Schweiz und Großbritannien sowie einem in Großbritannien ansässigen Handels- und Dienstleistungsunternehmen werden. Alle drei Fluggesellschaften sollen nach Firmenangaben Töchter von easyJet plc sein. easyJet plc wird weiterhin an der Londoner Börse notiert sein und ihren Sitz in Großbritannien haben, sich jedoch zu mindestens 50 % in EU-Besitz befinden.
Am 20. Juli 2017 landete die erste Maschine von easyJet mit österreichischem Hoheitszeichen OE-IVA am Flughafen Wien-Schwechat. Der Konzern gab bekannt, dass ein Drittel der Fluggesellschaft forthin in Wien firmieren soll und schloss nicht aus, dort einen Teil seiner Flotte zu stationieren.

### 2020er Jahre

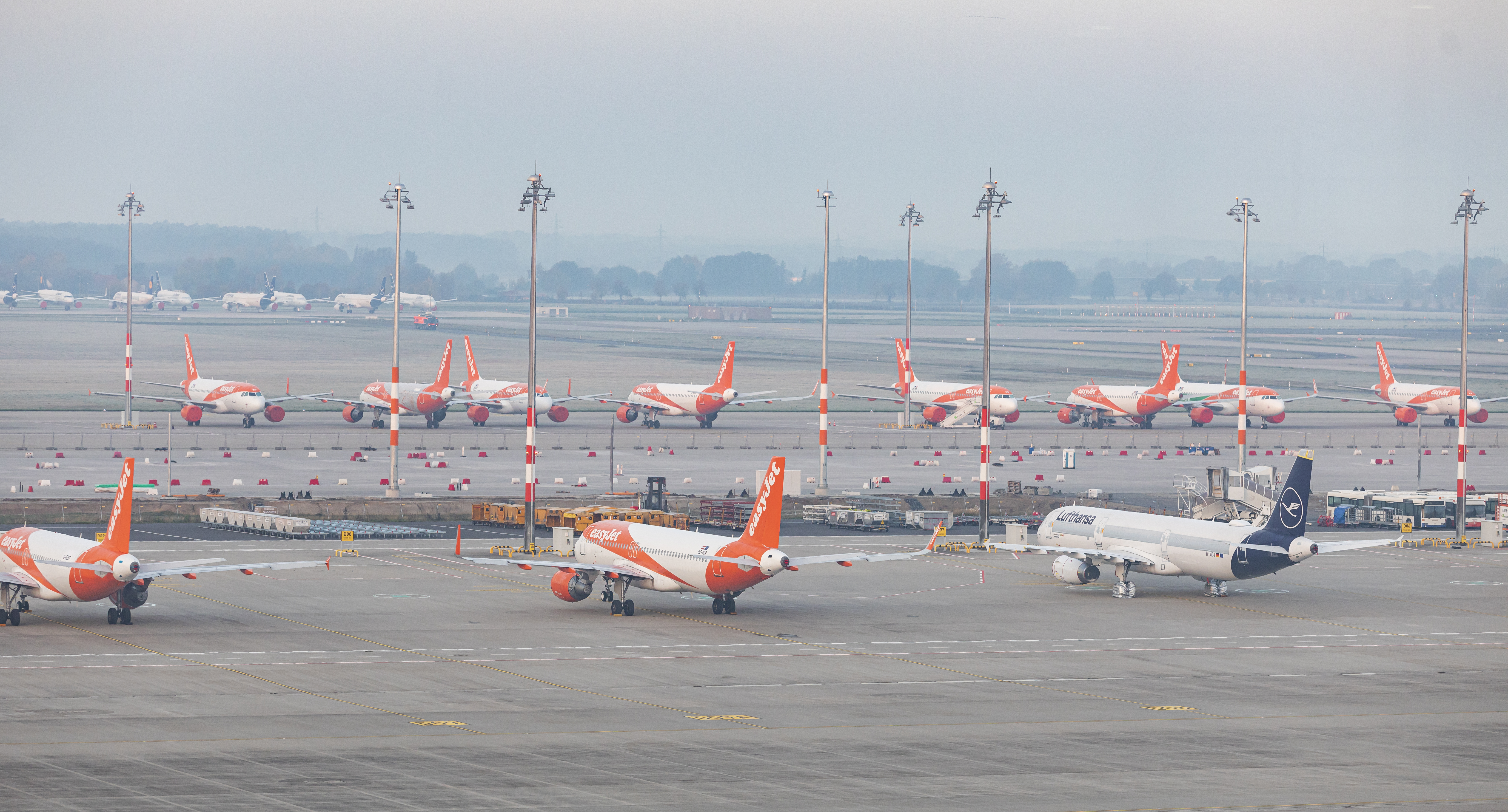
Aufgrund der Corona-Pandemie abgestellte easyJet-Flugzeuge am Flughafen Berlin-Brandenburg

Ende März 2020 stellte easyJet auf unbestimmte Zeit alle Flüge auf Grund der weltweiten COVID-19-Pandemie und damit verbundenen Flugeinschränkungen ein. Nach eigenen Angaben führte easyJet im Rahmen der Corona-Pandemie über 650 Rückführungsflüge für mehr als 45.000 gestrandete Passagiere durch. Mitte Juni 2020 wurde der Flugbetrieb wieder aufgenommen. Am 31. Oktober landeten zwei Flugzeuge von easyJet und Lufthansa als erste Passagiermaschinen am neuen Flughafen Berlin Brandenburg.
Im Jahr 2020 transportierte easyJet insgesamt 48,1 Millionen Passagiere.
Im Februar 2021 übernahm EasyJet von Norwegian Air UK 87 Slots am Londoner Flughafen Gatwick.

## Unternehmen

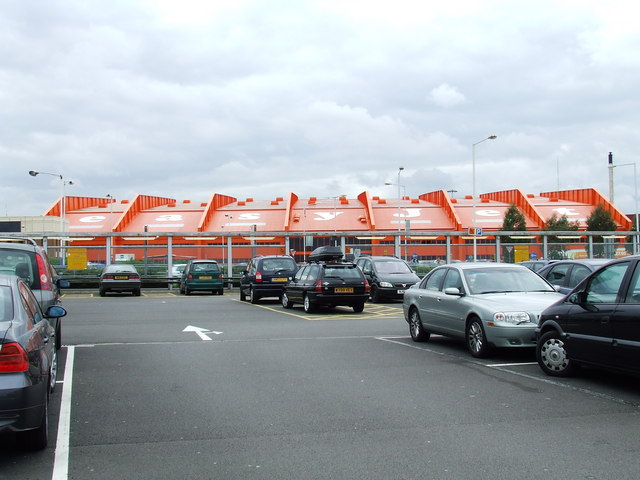
Hangar 89, der Sitz von easyJet in Luton

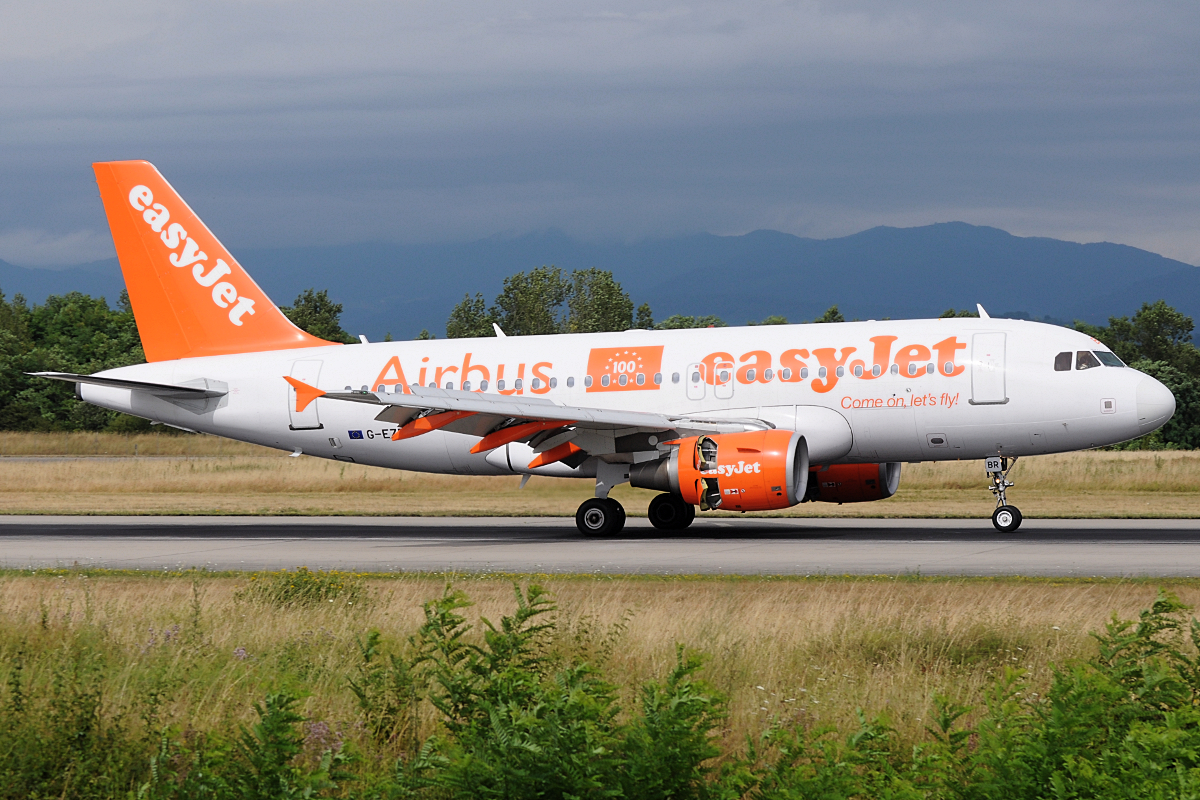
Sonderbemalung des 100. Airbus der easyJet

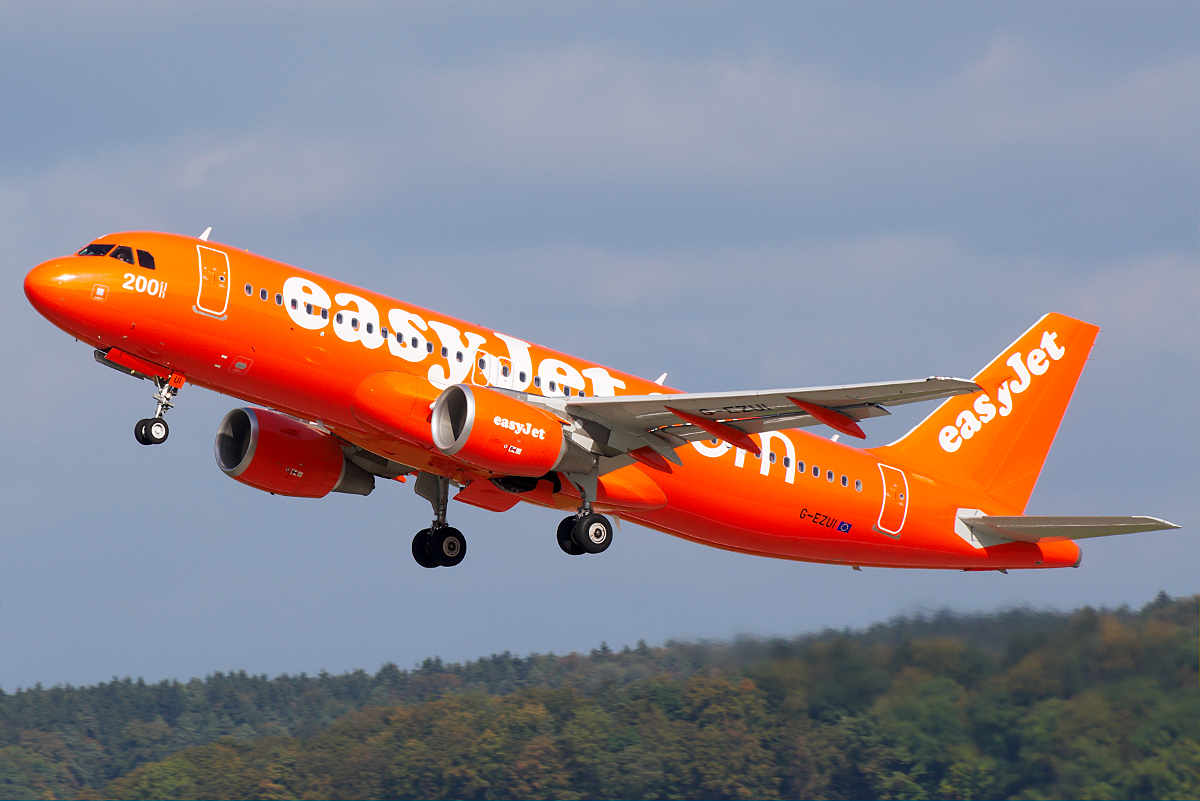
Sonderbemalung des 200. Airbus der easyJet

easyJet steht mehrheitlich im Eigentum der Familie Haji-Ioannou, die derzeit 38 % der Unternehmensanteile hält (Stand: Mai 2010). Stelios Haji-Ioannou kontrolliert auch andere Gesellschaften aus der „easyGroup“ wie easyInternetcafé, easyCar, easyMoney und easyValue. Zwischen easyJet und anderen Gesellschaften der „easyGroup“ bestehen keine gegenseitigen Beteiligungen, es werden jedoch einige firmenübergreifende Marketinginitiativen durchgeführt. Die Fluggesellschaft hat ihren Sitz am Flughafen Luton und verfügt gegenwärtig über Standorte in Großbritannien und auf dem europäischen Festland. easyJet ist somit ein rein europäisches Unternehmen.
easyJet verfolgt ein No-frills-Konzept. Die Kosten werden niedrig gehalten, indem die bei traditionellen Fluggesellschaften üblichen Kosten und Extras vermieden werden. Dazu gehört unter anderem die Beschränkung auf den Direktverkauf über Internet und Callcenter sowie der Verzicht auf kostenlose Mahlzeiten, Getränke oder Zeitungen. easyJet war die erste Billigfluggesellschaft, die Online-Check-In anbot und so den Kunden ermöglichte, ihre Bordkarte schon vor der Fahrt zum Flughafen auszudrucken.
Seit Ende 2009 bietet easyJet allen Reisenden mit Aufgabegepäck die Möglichkeit, online einzuchecken. Der Online-Check-In für Aufgabegepäck ist an 95 von 113 easyJet Flughäfen und auf fast allen Flügen möglich. Es werden keine zusätzlichen Gebühren für das Einchecken erhoben. Die zusätzliche Buchung von Speedy Boarding beim Online-Buchungsvorgang bietet Passagieren die Möglichkeit, noch vor den üblichen Gruppen an Bord gehen zu können.
easyJet setzt auf eine informelle Firmenkultur mit sehr flacher Managementstruktur. Telearbeit und „Hot Desks“ gehören zum Konzept von easyJet. Alle Bürokräfte dürfen und sollen sich zwanglos kleiden. Das easyJet-Bordpersonal trägt seit Ende 2007 eine neue Uniform, für welche die Mitarbeiter zuerst Designvorschläge eingereicht und anschließend abgestimmt haben.
easyJet verursacht aufgrund einer jüngeren Flotte, dichterer Flugzeugbestuhlung und höherer Sitzplatzbelegung geringere Schadstoffemissionen pro Personenkilometer als die meisten anderen Fluggesellschaften. Gemäß eigenen Angaben emittiert das Unternehmen 27 Prozent weniger Schadstoffe pro Sitzplatz als andere Fluggesellschaften, die den gleichen Flugzeugtyp einsetzen. Des Weiteren wurde eine Umweltcharta veröffentlicht, die dokumentieren soll, wie der Umwelteinfluss der Gesellschaft überwacht und reduziert wird. Nach Eigenangabe werden seit dem 19. November 2019 alle während des Flugs durch Treibstoffverbrennung verursachten CO2-Emissionen vollständig kompensiert. Dies vernachlässigt allerdings die Treibhauswirkung anderer Abgase (Ruß, Wasserdampf, Stickoxide) und wird daher vom Umweltbundesamt als Greenwashing bezeichnet.
Im September 2021 veranlasste easyJet eine Kapitalerhöhung im Umfang von rund 1,2 Milliarden britische Pfund. Dem Vernehmen nach wurde zuvor ein Übernahmeangebot von Wizz Air abgelehnt.
| 2007 | 152,3 Mio. £ |
| 2008 | 83,2 Mio. £  |
| 2009 | 71,2 Mio. £  |
| 2010 | 121,3 Mio. £ |
| 2011 | 248 Mio. £   |
| 2012 | 255 Mio. £   |
| 2013 | 398 Mio. £   |
| 2014 | 450 Mio. £   |
| 2015 | 548 Mio. £   |
| 2016 | 427 Mio. £   |
| 2017 | 305 Mio. £   |
| 2018 | 358 Mio. £   |
| 2019 | 349 Mio. £   |
| 2020 | −1079 Mio. £ |
| 2021 | −858 Mio. £  |
| 2022 | −169 Mio. £  |
| 2023 | 324 Mio. £   |

## Flugziele

Flugziele von EasyJet

Ein E-Ticket von easyJet 2007

EasyJet fliegt von ihren Basen aus innereuropäische Strecken, aber auch nach Nordafrika, Israel und in die Türkei.
In Deutschland wird Berlin Brandenburg, Friedrichshafen, Hamburg, München und Frankfurt angeflogen.
In der Schweiz werden Basel, Genf und Zürich angeflogen.
In Österreich werden Innsbruck und Salzburg angeflogen.

### Deutschland
Im Dezember 2003 kündigte easyJet an, den Flughafen Berlin-Schönefeld ab Mai 2004 mit zunächst sechs Flugzeugen als Basis nutzen zu wollen, wo sie seither das extra für sie umgestaltete Terminal B nutzt und Ausbaupläne hegt. Dortmund wurde ab 2004 die zweite deutsche Basis der Gesellschaft, auch hier wurden Flottengröße und Streckennetz weiter ausgebaut, jedoch ab Ende 2007 wieder deutlich reduziert, bis die Basis Dortmund im Oktober 2008 schließlich wieder aufgegeben wurde. Seit 2009 wurde das Angebot nach Dortmund jedoch von anderen Basen aus wieder aufgestockt. Es folgten als weitere deutsche Zielflughäfen sukzessive Köln/Bonn ab Juni 2004, Hamburg, München, Düsseldorf ab November 2009 sowie Dresden seit Dezember 2010. 2015 wurde der Flughafen Stuttgart in das Streckennetz aufgenommen. Am 5. Januar 2018 erfolgte der erste innerdeutsche Flug von Berlin nach München.
2017 übernahm easyJet für 40 Millionen Euro einen Teil der Start- und Landerechte der insolventen Air Berlin am Flughafen Berlin-Tegel. Ab 2018 werden neben europäischen Zielen 250 Flüge pro Woche auf den bisher durch Air Berlin geflogenen innerdeutschen Strecken nach Düsseldorf, Frankfurt, Sylt, Stuttgart, Köln und München angeboten. Seit dem 1. November 2020 hat easyJet seine neue Basis auf dem Flughafen Berlin Brandenburg.
Aktuell hat die Airline nur noch elf Flugzeuge in Berlin stationiert und betreibt sonst keine weitere Basis im Land. Man sei mit einem Marktanteil von 16 Prozent in Berlin "ziemlich zufrieden", so Easyjet CEO Kenton Jarvis in einem Interview. Düsseldorf sei zwar ein interessanter Markt, aber Flugzeuge wolle man dort nicht stationieren.

### Schweiz
Bereits 1997 startete die erste Maschine der easyJet von Genf aus nach London-Luton. 1999 wurden sieben Ziele angeflogen, im Sommer 2009 waren es bereits 47, die von acht hier stationierten Airbus A319-100 bedient werden. Seit Sommer 2004 betreibt easyJet eine weitere Basis auf dem binationalen Flughafen Basel-Mülhausen, da dem Unternehmen die Kosten am Flughafen Zürich zu hoch erschienen. Inzwischen werden von hier aus mit sechs Airbus A319-100 über 30 Flugziele bedient. Seit dem 18. September 2007 fliegt easyJet jedoch zusätzlich wieder von und nach Zürich.
easyJet Switzerland ist ein eigenständiges Unternehmen und besteht im Wesentlichen aus der ehemaligen Charterfluggesellschaft TEA Switzerland. easyJet kaufte im Jahr 1998 40 % der TEA Switzerland, später wurde der Anteil auf 49 % aufgestockt. Alle easyJet-Switzerland-Flugzeuge sind in der Schweiz registriert (HB-…), während alle easyJet-Flugzeuge bis zur Registrierung in Österreich (siehe: #Brexit) britische Luftfahrzeugkennzeichen trugen (G-….).

### Österreich
Die Präsenz von easyJet in Österreich begann am 29. Oktober 2007 mit einer Verbindung von Wien nach London-Luton, bereits am 14. Dezember 2007 folgten Flüge von und nach Innsbruck. Neu ab 4. August 2018 war die Verbindung von Berlin-Tegel nach Graz, damit der 5. österreichische Flughafen (Klagenfurt, Wien, Innsbruck und Salzburg), den easyJet bediente.
Anfang Juli 2017 wurde bekannt gegeben, dass easyJet eine neue Tochtergesellschaft in Österreich unter dem Markennamen easyJet Europe gründen will. Am 19. Juli 2017 wurde die Betriebsbewilligung (AOC) erteilt und bereits einen Tag später startete das erste in Österreich registrierte Flugzeug mit dem neuen Kennzeichen OE-IVA für einen Flug von Luton nach Wien. easyJet plant bis März 2019 die Ummeldung von 110 Flugzeugen. 2022 wurde die Basis in Wien geschlossen und keine weiteren Flüge mehr nach Wien durchgeführt.

### Codeshare
Unter dem Namen Worldwide by easyJet bietet die Fluggesellschaft seit September 2017 Zubringerflüge für Norwegian, WestJet, Aurigny Air Services, Corsair International, La Compagnie, Loganair, Neos, Thomas Cook, Scoot und Singapore Airlines an. Die Partnerschaft ist kein Codesharing oder Interlining, das heißt, der Kunde muss sein aufgegebenes Gepäck beim Weiterflug erneut aufgeben. Dieses Umsteigeverfahren, auch zwischen zwei easyJet-Flügen, wird mit dem Anglizismus Self connecting beschrieben. Die von der Fluggesellschaft gewährte Mindestumsteigezeit ist mit 90 bis 150 Minuten entsprechend hoch veranschlagt.

## Basen
Easyjet und ihre Tochtergesellschaften betreiben 30 operative Basen, an welchen Piloten und Flugbegleiter stationiert sind:
 Deutschland: Berlin Brandenburg
 Frankreich: Bordeaux, Lyon Saint-Exupéry, Nantes, Nizza, Paris-Charles-de-Gaulle, Paris-Orly, Toulouse
 Italien: Mailand-Linate, Mailand-Malpensa, Neapel, Rom-Fiumicino, Venedig
 Niederlande: Amsterdam
 Portugal: Lissabon, Porto, Faro
 Schweiz: Basel, Genf
 Spanien: Alicante, Barcelona, Málaga, Palma de Mallorca
 Vereinigtes Königreich: Belfast, Birmingham, Bristol, Edinburgh, Glasgow, Liverpool, London-Gatwick, London-Luton, Manchester

## Flotte

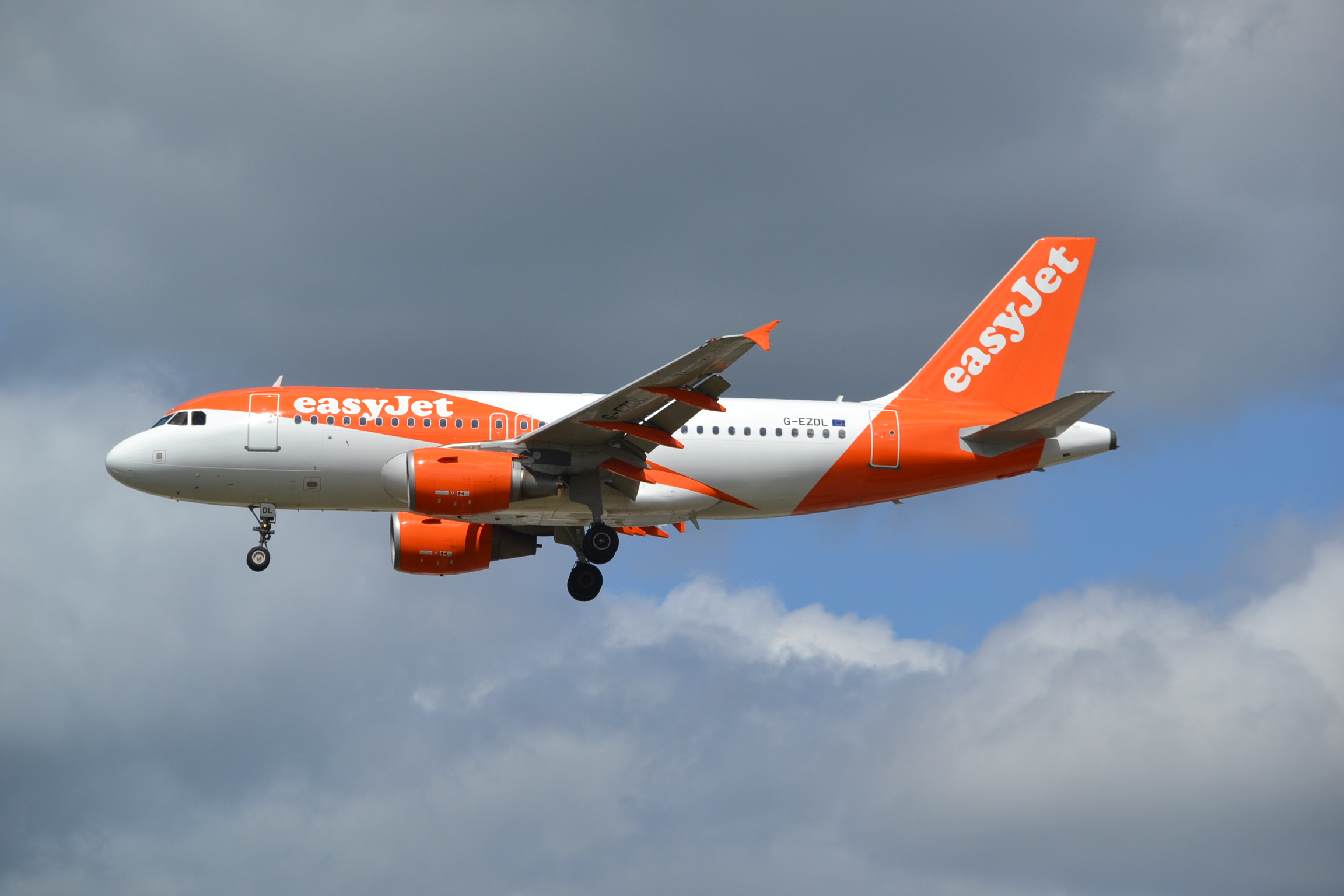
Airbus A319-100 der easyJet mit aktueller Bemalung

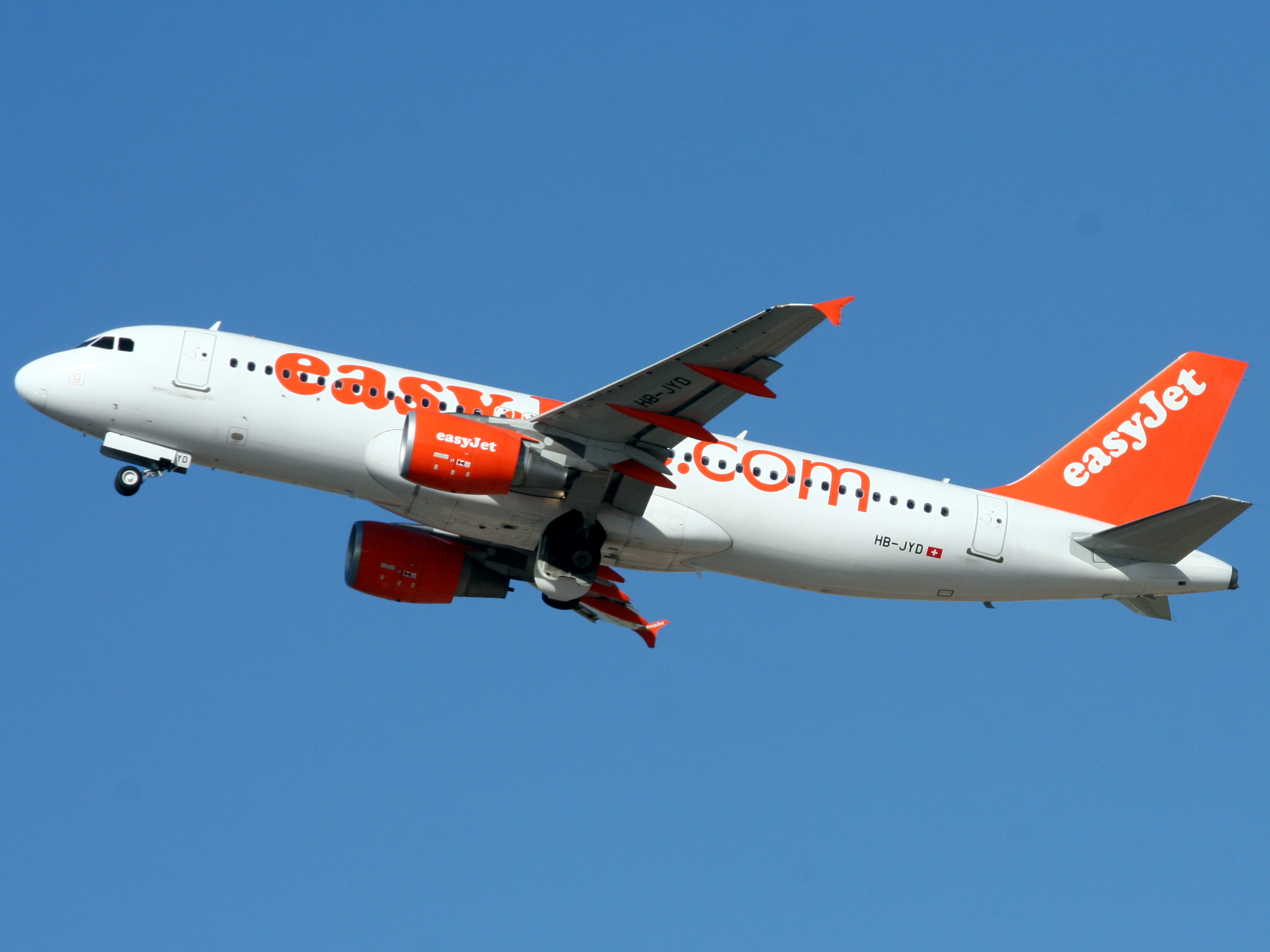
Airbus A320-200 der easyJet Switzerland

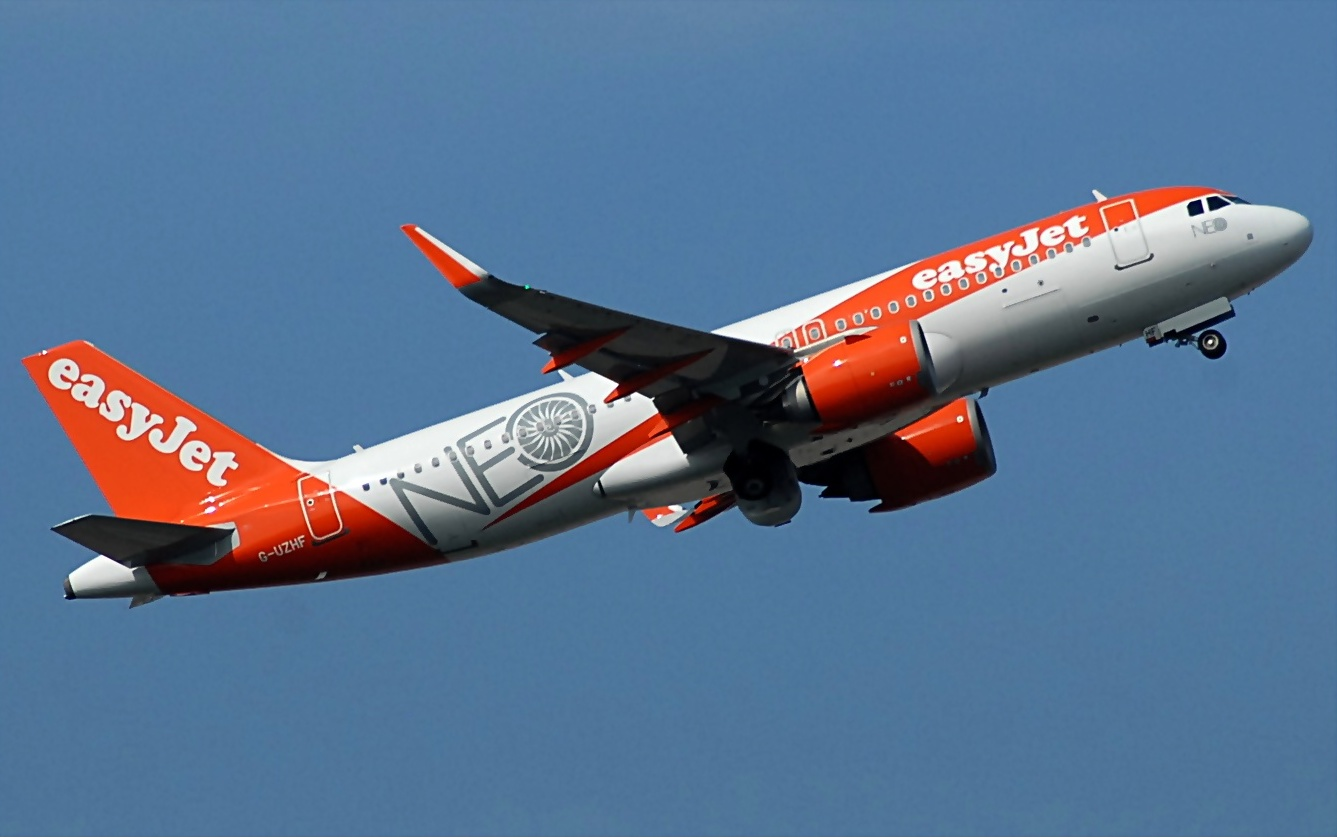
Airbus A320neo der easyJet

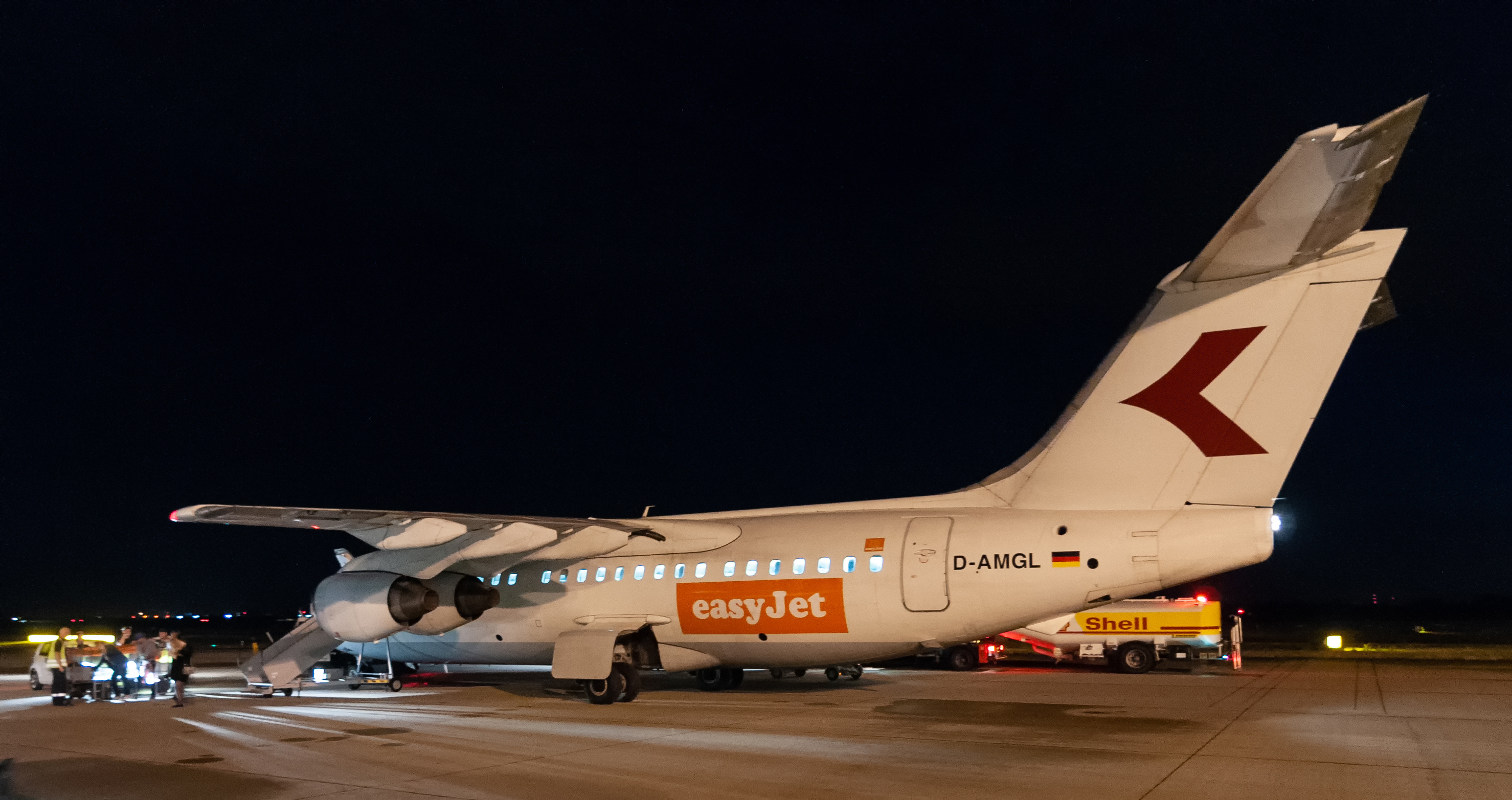
BAe 146-200 der WDL im Dienst von easyJet

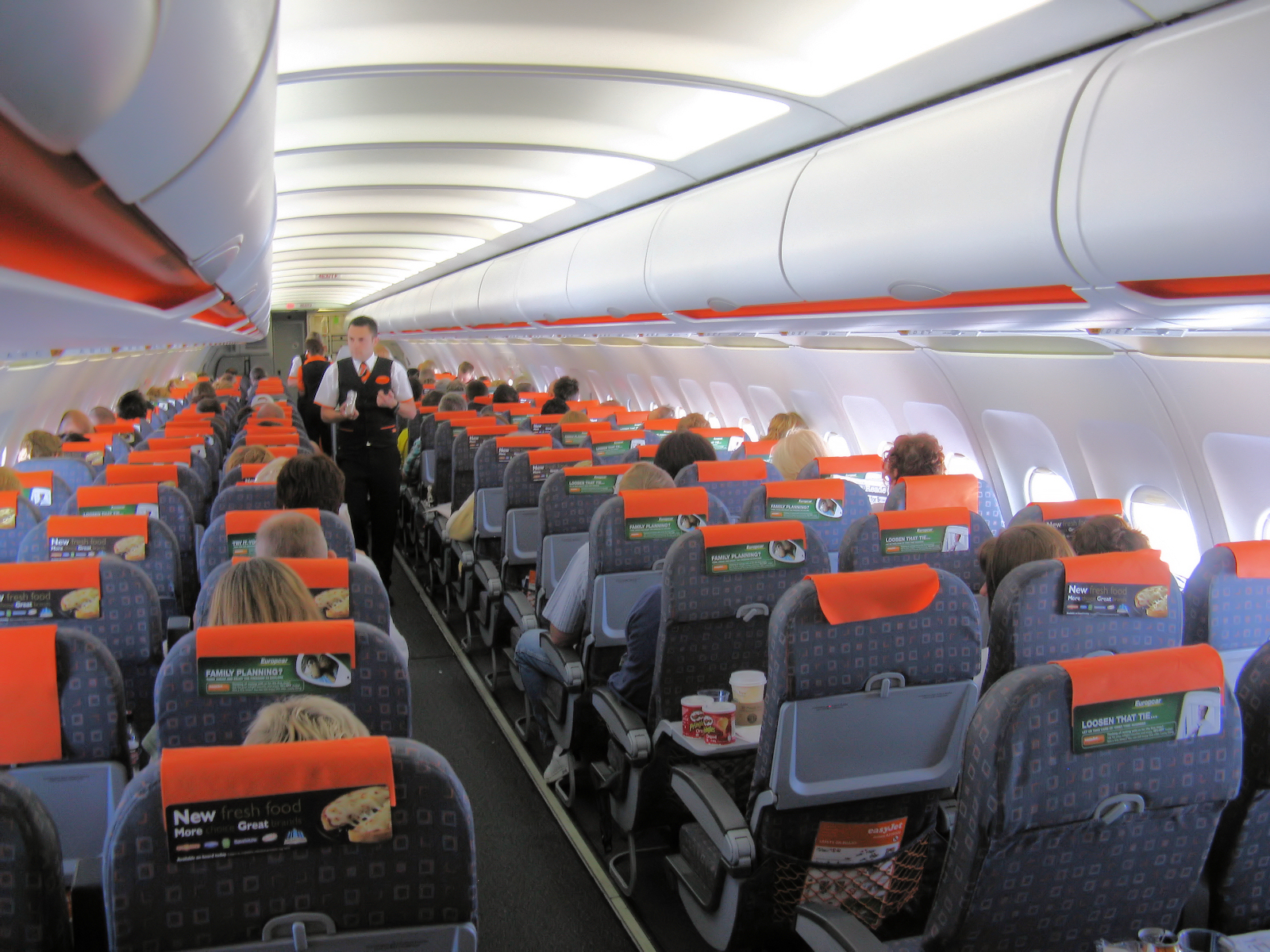
Kabine an Bord eines Airbus A319-100 der easyJet

### easyJet
Mit Stand April 2025 besteht die Flotte der easyJet aus 189 Flugzeugen mit einem Durchschnittsalter von 10,9 Jahren:
| Flugzeugtyp     | Anzahl | bestellt | Anmerkungen                                                                | Sitzplätze | Durchschnittsalter |
| --------------- | ------ | -------- | -------------------------------------------------------------------------- | ---------- | ------------------ |
| Airbus A319-100 | 047    | 0        | sechs inaktiv                                                              | 156        | 16,7 Jahre         |
| Airbus A320-200 | 081    | 0        | 36 mit Sharklets ausgestattet; sechs inaktiv                               | 180 186    | 12,2 Jahre         |
| Airbus A320neo  | 050    | 125*     | Auslieferung seit Juni 2017 bis 2027, mit CFM International LEAP-1A        | 186        | 04,5 Jahre         |
| Airbus A321neo  | 011    | 165*     | einer inaktiv, Auslieferung seit Mitte 2018, mit CFM International LEAP-1A | 235        | 05,4 Jahre         |
| Gesamt          | 189    | 290*     |                                                                            |            | 10,9 Jahre         |

*Die Bestellungen beziehen sich auf die Gruppe; es ist unklar, wo die bestellten Flugzeuge genau eingesetzt werden.
Aktuelle Sonderbemalungen
| Flugzeugtyp     | Luftfahrzeugkennzeichen     | Bemalung                           | Zeitraum                                                                                       | Bild |
| --------------- | --------------------------- | ---------------------------------- | ---------------------------------------------------------------------------------------------- | --- |
| Airbus A320-200 | G-EZOA                      | „easyjet Holidays“                 | seit November 2019                                                                             | |
| Airbus A320neo  | G-UZHE G-UZLV G-UZLW G-UZLX | „NEO“                              | G-UZHE: seit März 2018 G-UZLV: seit März 2024 G-UZLW: seit Februar 2024 G-UZLX: seit März 2024 | |
| Airbus A320neo  | G-UZHO G-UZLF               | „Europcar“                         | seit Mai 2022                                                                                  | |
| Airbus A320neo  | G-UZHS                      | „Eurovision 2025 Official Airline“ | seit April 2025                                                                                | Bild gesucht Die Wikipedia wünscht sich an dieser Stelle ein Bild. Weitere Infos zum Motiv findest du vielleicht auf der Diskussionsseite . Falls du dabei helfen möchtest, erklärt die Anleitung , wie das geht. |
| Airbus A321neo  | G-UZMA                      | „NEO“                              | seit Juli 2018                                                                                 | |

### easyJet Switzerland
Mit Stand April 2025 besteht die Flotte der easyJet Switzerland aus 31 Flugzeugen mit einem Durchschnittsalter von 9,0 Jahren:
| Flugzeugtyp     | aktiv | bestellt | Anmerkungen                                 | Sitzplätze | Durchschnittsalter |
| --------------- | ----- | -------- | ------------------------------------------- | ---------- | ------------------ |
| Airbus A320-200 | 24    | 0        | 15 mit Sharklets ausgestattet; drei inaktiv | 186        | 10,6 Jahre         |
| Airbus A320neo  | 07    | 0        |                                             | 186        | 03,6 Jahre         |
| Gesamt          | 31    | -        |                                             |            | 09,0 Jahre         |

### easyJet Europe
Mit Stand April 2025 besteht die Flotte der easyJet Europe aus 136 Flugzeugen mit einem Durchschnittsalter von 10,2 Jahren:
| Flugzeugtyp     | aktiv | bestellt | Anmerkungen   | Sitzplätze | Durchschnittsalter |
| --------------- | ----- | -------- | ------------- | ---------- | ------------------ |
| Airbus A319-100 | 035   | 0        |               | 156        | 16,2 Jahre         |
| Airbus A320-200 | 075   |          | einer inaktiv | 180 186    | 10,0 Jahre         |
| Airbus A320neo  | 018   | 0        | einer inaktiv | 186        | 02,5 Jahre         |
| Airbus A321neo  | 08    | 0        |               | 235        | 03,3 Jahre         |
| Gesamt          | 136   | -        |               |            | 10,2 Jahre         |

### Ehemalige Flugzeugtypen
In der Vergangenheit setzte Easyjet auch folgende Flugzeugtypen ein:
| Flugzeugtyp               | Anzahl | Anmerkung                             | Einflottung | Ausflottung |
| ------------------------- | ------ | ------------------------------------- | ----------- | ----------- |
| Airbus A321-200           | 9      |                                       | 2008        | 2010        |
| Boeing 737-200            | 2      |                                       | 1995        | 1997        |
| Boeing 737-300            | 49     |                                       | 1996        | 2006        |
| Boeing 737-700            | 33     |                                       | 2000        | 2011        |
| Boeing 757-200            | 4      | wurden nur den Sommer über eingesetzt | 2010        | 2010        |
| British Aerospace 146-200 | 3      | wurden nur den Sommer über eingesetzt | 2018        | 2018        |
| British Aerospace 146-300 | 1      | wurde nur den Sommer über eingesetzt  | 2018        | 2018        |

## Kritik
easyJet wird vorgeworfen, die Fluggastrechte nach der EU-Richtlinie 261/2004 regelmäßig zu missachten. Passagiere würden bei Flugausfall nicht über ihre Rechte aufgeklärt. Entschädigungszahlungen nach der EU-Richtlinie 261/2004 würden verschleppt und rechtswidrig verweigert. Typischerweise wird auf schriftliche Reklamationen nicht geantwortet. Viele Fluggäste machen die Rechte nicht geltend, weil Flugausfälle extrem häufig seien und unzutreffend mit höherer Gewalt bzw. Streiks begründet würden. Tatsächlich sei easyJet mangels Personals gar nicht in der Lage, alle verkauften Flüge auch tatsächlich durchzuführen. Eine reguläre Telefonnummer gebe es auch für Presseanfragen nicht, eine Postanschrift nur am Flughafen London-Luton. E-Mails würden meist nicht beantwortet. Servicekräfte vor Ort gehörten zu Fremdfirmen und könnten keine Ersatzflüge buchen. Umbuchungen bei Flugausfall müssten die Passagiere selbst per Internet vornehmen und sich auch selbst darum kümmern, auf dem Flughafen einen dafür geeigneten Internetzugang zu finden. Bei Stornierung durch den Kunden wird gemäß AGB der Flugpreis nicht erstattet.
Auch steht easyJet wegen des Umgangs mit behinderten Personen in der Kritik. Im Januar 2012 wurde das Unternehmen von einem Pariser Gericht zu einer Geldstrafe von 70.000 Euro wegen Diskriminierung verurteilt, weil es behinderte Kunden ohne Begleitung nicht an Bord gelassen hat. easyJet berief sich auf eine europäische Sicherheitsvorschrift, die es in Ausnahmefällen zulasse, eine Beförderung von Passagieren abzulehnen. Im Mai 2012 wurde das Unternehmen in einem weiteren Urteil ebenfalls wegen der Nichtbeförderung eines behinderten Fluggastes zu einer Geldstrafe von 14.000 Euro verurteilt.
Der Gender-Pay-Gap betrug 2017 gemäß der durch das Lohngleichheitsgesetz erzwungenen Veröffentlichung der firmeninternen Daten fast 52 Prozent, was laut easyJet vor allem daran liegt, dass etwa 70 % der 2900 Flugbegleiter aber nur etwa 5 % der 1493 deutlich besser bezahlten Piloten weiblich sind. easyJet hat deshalb das Programm „Amy Johnson Initiative“ ins Leben gerufen. Dieses Programm soll dafür sorgen, dass bereits im Jahr 2020 der Anteil von Frauen unter den Pilotenneueinstellungen auf 20 % steigt.
Ende Mai 2020 wurde bekannt, dass durch einen Hackerangriff 9 Millionen Kundendatensätze inkl. Zahlungsdaten gestohlen wurden. Obwohl bereits im Januar 2020 erste Hinweise auf unberechtigte Datenzugriffe vorlagen, wurden noch bis Anfang März Kundendaten abgegriffen. Momentan sind Sammelklagen auf Schadensersatz zu diesem Thema anhängig, da easyJet anscheinend grob fahrlässig gehandelt hat.